# Papiro 66

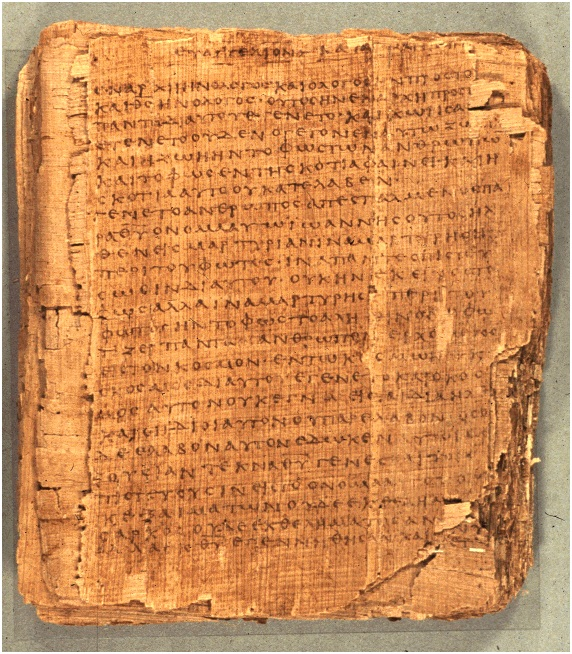
Primer folio del ^{66}, en el que consta la sobreinscripción del nombre del Evangelio. Este códice utiliza los estaurogramas con cierta frecuencia. En la imagen, se observa con claridad un estaurograma al comienzo de la tercera línea.

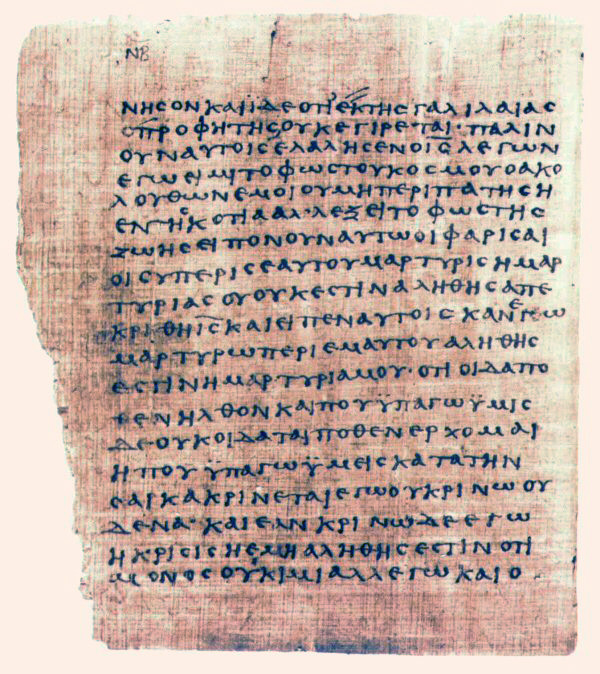
Página del ^{66} con el texto del evangelio de Juan 7:52; 8:12-16. Se observa con claridad como el manuscrito carece del pasaje referido a Jesús y la mujer sorprendida en adulterio (Juan 7:53-8:11).

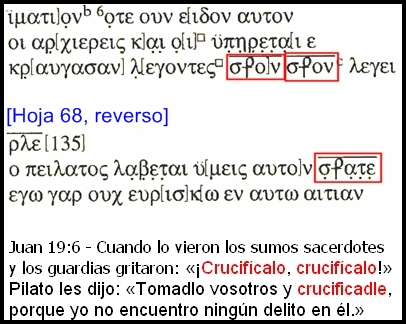
Versículo transliterado correspondiente a Juan 19:6 en el ^{66}. Se trata del ejemplo más significativo del uso de estaurograma por la sucesión de veces en que se utiliza, incluido en el verbo «crucificar» que se recuadra en rojo. Además, figura una línea horizontal superior, forma habitual de marcaje de los nomina sacra (nombres sacros).

El Papiro 66, también llamado {\displaystyle {\mathfrak {P}}}66, es un códice casi completo del Evangelio de Juan, hallado en Egipto, que forma parte de la colección de papiros conocida como los papiros Bodmer.
Por su nivel de integridad y de conservación, y por su formato en códice, la aparición del {\displaystyle {\mathfrak {P}}}66 presentó un fenómeno nuevo considerado inalcanzable antes de su descubrimiento. Este papiro se catalogó en la Categoría I según la clasificación de Kurt Aland y Barbara Aland,p. 101
 y se dató en una fecha aproximada al año 200. El primer folio (que se observa en la imagen) presenta la sobreinscripción del nombre del Evangelio.pp. 87 y 89
 Se atesora en la Biblioteca de Cologny, en Ginebra, Suiza.

## Descripción
El manuscrito contiene las secciones siguientes del evangelio de Juan:
- 1:1-6:11
- 6:35b-14:26
- 14:29-30
- 15:2-26
- 16:2-4.6-7
- 16:10-20:20
- 20:22-23
- 20:25-21:9
- 21:12.17

El {\displaystyle {\mathfrak {P}}}66 es uno de los manuscritos conocidos más antiguos que existen del Nuevo Testamento, con su escritura fechada en alrededor del año 200.
De acuerdo con otros papiros antiguos sobrevivientes del evangelio de Juan, el P45 (aparentemente), el P75 y la mayoría de los unciales, el papiro 66 no incluye la perícopa de la adúltera (7:53-8:11), lo cual demostraría la ausencia de este pasaje en todos los testimonios antiguos que sobreviven del evangelio de Juan. El manuscrito también contiene el uso de Nomina Sacra. A ellos se asocia la escritura de las letras griegas tau y rho en un único grafismo, lo que técnicamente se denomina estaurograma (por ejemplo, en Juan 19:16). El estaurograma podría significar una representación pictográfica de Jesús crucificado.
Karyn Berner y Philip Comfort sostuvieron que el {\displaystyle {\mathfrak {P}}}66 tuvo el trabajo de tres individuos en él: el original (escriba profesional), un corrector minucioso y un corrector menor. Pero más recientemente James Royse argumentó que, con la posible excepción de Juan 13:19, las correcciones fueron todas hechas por las manos del copista original.

## Texto
El texto griego de este códice es una representación del tipo textual alejandrino. Aland (1995) lo adscribió como un ""Texto libre"" y lo clasificó en la categoría I.
Se halla una transcripción de cada una de las páginas contenidas en el libro de referencia.pp. 388-468

En Juan 1:15, ο οπισω ] ο πισω, la lectura coincide con el Sangallense y 1646;
En Juan 13:5, el {\displaystyle {\mathfrak {P}}}66 tiene una variante textual única, ποδονιπτηρα en lugar de νιπτηρα.
En Juan 13:7, el {\displaystyle {\mathfrak {P}}}66 tiene αρ (error) en lugar de αρτι (ahora).

## Historia
El manuscrito fue descubierto en 1952 en Jabal Abu Mana, cerca de Dishna (Egipto). De hecho, el nivel de preservación del {\displaystyle {\mathfrak {P}}}66 sorprendió a los eruditos, porque las primeras 26 páginas estaban intactas casi en su totalidad. Hasta se mantuvo la costura en las uniones.
Fue publicado en 1956 por el Profesor Victor Martin. Se considera que se trató de la publicación más importante referida a manuscritos del Nuevo Testamento desde los papiros Chester Beatty en 1933-1934.
Actualmente se encuentra en la Biblioteca Bodmeriana de Cologny-Ginebra, Suiza. El papiro contiene 39 folios -que equivalen a 78 hojas, 156 páginas- con una medida de 14.2 cm x 16.2 cm por cada hoja, con aproximadamente 15 líneas por página.